# Niels Viggo Lynghøj
Niels Viggo Lynghøj Christensen (født 31. marts 1955) er en dansk kommunalpolitiker, der siden 2018 har været borgmester i Struer Kommune. Lynghøj har tidligere været borgmester i den nuværende Struer Kommune fra 2010 til 2014 samt i den tidligere Struer Kommune fra 2005 til 2006. Lynghøj er valgt for Socialdemokratiet.
Lynghøj er født i Højbjerg, Aarhus, og er uddannet folkeskolelærer fra Nørre Nissum Seminarium i 1981. Lynghøj blev første gang valgt til byrådet i den daværende Struer Kommune i 1986 og var medlem frem til 1989. Lynghøj blev igen valgt ved kommunalvalget i 2001. Han overtog borgmesterposten efter Leif Erik Sørensens død i 2005, men tabte det efterfølgende valg til sammenlægningsudvalget i 2005 til Martin Merrild.
Efter kommunalvalget i 2009 blev Lynghøj igen borgmester, men tabte ved det efterfølgende valg til Mads Jakobsen. Ved kommunalvalget i 2017 genvandt Lynghøj atter borgmesterposten i Struer Kommune.
31. juli 2023 blev han ridder af Dannebrog.